# Midu

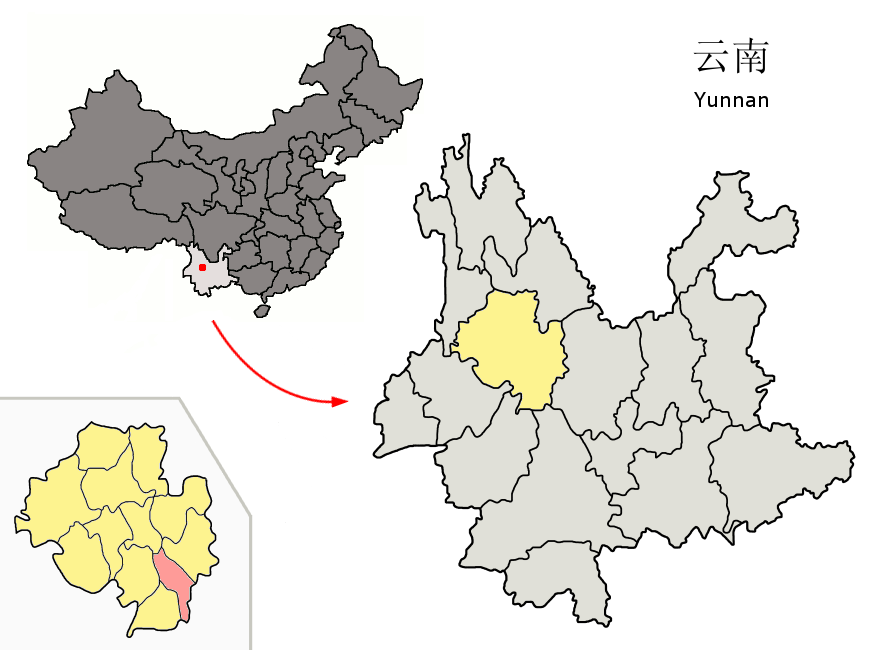
Lage des Kreises Midu (rosa) im autonomen Bezirk Dali (gelb)

Midu (弥渡县,  Mídù Xiàn) ist ein Kreis im Südosten des autonomen Bezirks Dali der Bai im mittleren Westen der chinesischen Provinz Yunnan. Er hat eine Fläche von 1.527 km² und zählt 261.205 Einwohner (Stand: Zensus 2020). Sein Hauptort ist die Großgemeinde Micheng (弥城镇).
Die Eisensäule aus dem Staat Nanzhao (Nanzhao tiezhu 南诏铁柱) steht seit 1988 auf der Liste der Denkmäler der Volksrepublik China (3-180).

## Administrative Gliederung
Auf Gemeindeebene setzt sich der Kreis aus vier Großgemeinden und vier Gemeinden (davon eine Nationalitätengemeinde) zusammen. Diese sind: 
- Großgemeinde Micheng 弥城镇
- Großgemeinde Hongyan 红岩镇
- Großgemeinde Xinjie 新街镇
- Großgemeinde Yinjie 寅街镇

- Gemeinde Juli 苴力乡
- Gemeinde Mizhi 密祉乡
- Gemeinde Deju 德苴乡
- Gemeinde Niujie der Yi 牛街彝族乡